# Engelhardia
Engelhardia is de botanische naam van een geslacht van bomen uit de okkernootfamilie (Juglandaceae). De soorten komen van nature voor in Zuidoost-Azië van Noord-India tot Taiwan en de Filipijnen. Het geslacht telt ongeveer een half dozijn soorten.